# ワット・クータオ
ワット・クータオ (Wat Ku Tao、タイ語: วัดกู่เต้า) は、タイの北部、チエンマイにある仏教寺院である。1613年に建立されたこの寺院は、ラーンナーの最初のビルマ人支配者であるノーヤターミンソーの遺骨を祀るために建てられた。
この寺院は、雲南様式で構築された独特な仏塔（チェーディー、chedi）で知られており、五比丘を象徴する5つの徐々に小さくなる一連の球形で構成されている。現在、寺院はチエンマイのシャン族の地域社会に応えている。